# Montebello, New York
Montebello är en ort (village) i Rockland County i delstaten New York. Vid 2020 års folkräkning hade Montebello 4 507 invånare.